# Южно-Русский Автомобильный Клуб
Южно-Русский Автомобильный Клуб (сокр. Ю.-Р. А.К) — российский автомобильный клуб, основан 29 августа (15 августа по ст.ст.) 1911 года в Харькове. Входил в состав Союза автомобильных клубов России (САКР).
Цвета спортивного флага — красный и синий. Зимняя резиденция Клуба — Харьков, ул. Гоголя, 4. Летняя резиденция — дачи «Померки» на 7-й версте шоссе Харьков — Белгород.
Клуб — участник Севастопольского международного автомобильного пробега на Приз Императора Николая Второго по маршруту Санкт-Петербург — Москва — Харьков — Севастополь в сентябре 1911 года. Участники автопробега от Клуба: г-н Пок на «Бразье», А. Дунин на «Даррак» и А. Ильенко на «Фиат». Всего за время существования клуба 73 действительных члена и 91 член-соревнователь (члены Клуба «без мотора»).

## Почётные члены Клуба
- Министр Двора, Генерал-адъютант барон Владимир Борисович Фредерикс
- Флигель-адъютант, Вице-президент ИРАО Владимир Владимирович Свечин
- Председатель Моск. Автомобильного Клуба князь Николай Сергеевич Щербатов
- Харьковский губернатор Митрофан Кириллович Катеринич

## Председатель правления
- Орлов Александр Николаевич (с августа 1911 г. по апрель 1913 г.)
- Кулжинский Пётр Пантелеймонович (с 6 апр.1913 г)
  - товарищ (заместитель) Председателя Правления Литарев Сергей Николаевич.

## История Клуба
(все даты по ст.ст.)
- август 1911 года — регистрация Клуба.
- сентябрь 1911 года — участие в Севастопольском автопробеге на приз Императора
- 4 мая 1912 года — автомобильная экскурсия Харьков-Белгород-Харьков
- 9-11 июня 1912 года — автомобильная прогулка Харьков-Полтава-Харьков
- 29 июня — 5 июля 1912 года — автомобильная прогулка Харьков-Москва-Харьков
- 13 октября 1912 года — открытие зимней резиденции Клуба в Харькове
- январь 1913 года — в Харькове опубликованы «Обязательные постановления о езде на автомобилях в городе Харькове», разработанные при участии Клуба.
- 15 апреля 1913 года — гонка на скорость с участием спортсменов Клуба
- 14 августа 1914 года — Чрезвычайное собрание Клуба по вопросам Первой мировой войны.
  - 28 августа — санитарно-автомобильный отряд Клуба уходит на фронт под флагами Красного Креста
- 23 ноября 1914 года — встреча Императора Николая Второго в Харькове при участии автомобилей Клуба.
- апрель 1918 года — последнее общее собрание Клуба (задокументированное)

Южно-Русский Автоклуб в Харькове продолжал свою деятельность в 1918—1920 гг, организовав в городе два ссудо-сберегательных и кооперативных товарищества «Автокредит» (с 1918 года) и «Автопомощь» (с 1916 года).